# ريتشارد مكلارين
ريتشارد مكلارين قالب:Lang-en-ca هو محامي وأستاذ جامعي كندي، ولد في 1945.

## وصلات خارجية
- الموقع الرسمي